# Gerovital

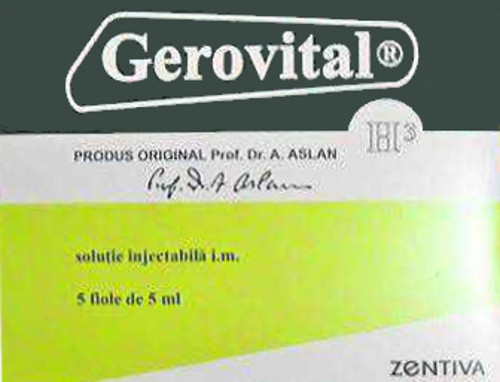
Confezione originale di soluzione i.m. in fiale da 5 ml di "Gerovital H3 - Produs original Prof. Dr. A. Aslan"

Il Gerovital H3, o cloridrato di procaina e prodotti noti come GH3 e altre varianti che possono più o meno essere assimilate al Gerovital H3, è una preparazione farmaceutica sviluppata durante gli anni cinquanta e dichiarata a suo tempo come capace di effetti antietà sull'uomo. Durante la sua massima notorietà il Gerovital venne usato da persone del jet set, come John F. Kennedy, Marlene Dietrich, Kirk Douglas e Salvador Dalí.
Il Gerovital è stato in passato dichiarato anche capace di curare alcune malattie; nessuna sperimentazione scientifica ha mai confermato benefici alla salute o capacità antinvecchiamento.

## Sviluppo e commercio
Lo sviluppo della molecola risale ai tempi in cui Nicolae Ceaușescu fondò l'Institutul Național de Geriatrie și Gerontologie di Bucarest, in Romania, con a capo Ana Aslan (1897-1988). Nei fatti la molecola venne sviluppata negli anni quaranta dalla Aslan.
Il componente principale è l'anestetico locale procaina cloridrato (con nome commerciale Novocaina). Inoltre viene aggiunto acido benzoico, metabisolfito di potassio e idrogenofosfato di sodio, per rendere stabile il composto. Alcuni ricercatori sostengono che la procaina nel Gerovital H3 decade rapidamente in DEAE e PABA.
Dagli anni cinquanta fino alla sua morte, Aslan promosse Gerovital H3 con successo. Negli anni sessanta-settanta la sua clinica in Romania, il Parhon Institute, divenne una mecca per le celebrità internazionali. The New York Times riportò del Gerovital "jet-set aura," che coinvolse persone come Nikita S. Khrushchev, Konrad Adenauer, e Ibn Saud. Nel 1988 una pubblicità dell'Ente Nazionale per il Turismo diceva: "... città pittoresche e entusiasmanti, splendori, resort famosi (incluso i centri di trattamento Gerovital H3), tesori culturali e storici che il viaggiatore si aspetta di trovare in Romania."

## Denuncia
Nel 1973 il New York Times scrisse "fu gettata acqua fredda sulla reputazione del Gerovital anni fa" da "tre report pubblicati dal British Medical Journal che esponevano nessun merito nella procaina nel trattamento anti invecchiamento."
Alcuni trial clinici della metà degli anni settanta provarono che Gerovital H3 aveva capacità di inibire le MAO, così come effetti antidepressivi, ma nessun effetto su patologie. Nel 1994, il U.S. FDA Consumer magazine scrisse: "Nessun merito dimostrabile per il Gerovital , e la FDA lo considera una nuova sostanza non approvata. Causa bassa pressione arteriosa, difficoltà respiratorie e convulsioni in taluni utilizzatori."
Per contro i sostenitori scrissero nel 1973 "mentre all'inizio del 1973 Elmer Gardner della FDA-Bureau of Drugs scrisse "Non ci sono problemi per la salute con il Gerovital H-3."

## Effetti benefici
Non vi è dimostrazione scientifica che Gerovital aiuti a prevenire l'invecchiamento o curi patologie.

## Droga o nutriente?
La procaina viene considerata un farmaco. Hoffer e Walker (1980) la chiamarono "youth drug." Mircea Dumitru, collega della dott.ssa Aslan scrisse "una sostanza complessa che agisce come la procaina ... L'aggiunta di acido benzoico, potassio e bisodio fosfato aumenta  l'effetto del trattamento biotrofico Gerovital-H3." Alcuni siti Web la offrono come "nutriente" "vitamina" o "complemento alla dieta", data la meno restrittiva normativa sugli integratori della Dietary Supplement Health and Education Act of 1994. Una corte federale il 17 giugno 1994 (US vs Rodger Sless/TMI) classificò Gerovital H3 come integratore alimentare.

## Controllo qualità
Da notare che ogni azienda che fornisce il Gerovital negli USA reclama attenzioni sulle formulazioni false, ad esempio una società reclama di avere il "real" Gerovital H3 e mette in guardia dicendo "il mercato statunitense è invaso da falsi GH3." Altra azienda dichiara: "l'unica vera formula originale importata negli USA." Altra ancora: "Attenti alle diverse imitazioni del GH3's ... noi siamo l'unica azienda che può fornire prove documentali sulla autenticità del nostro GH3." Alcuni sostenitori di Gerovital sostengono che l'unico modo per il consumatore di avere la certezza della composizione sia quello di farsi preparare la composizione da un farmacista; aggiungono: "non preoccupatevi se il medico generico ha subito il lavaggio del cervello seguendo l'establishment medico americano."

## FDA
L'agenzia FDA dal 1982 proibisce la detenzione e l'uso di Gerovital-H3 negli USA come "nuova sostanza secondo nota 201(p), senza una approvazione nell'uso [Unapproved New Drug, Section 505(a)]."
Il divieto copre:
- Gerovital, GH3, KH3, Zell H3, GH3, ecc.
- Iniezioni di procaine hydrochloride

Il divieto non è applicabile ai cosmetici Gerovital H3 della società rumena Farmec che ne detiene il marchio, non contenendone questi procaina.